# 厚唇鳄属
厚唇鱷（學名：Pachycheilosuchus）意為「有厚嘴唇的鱷魚」，是種已滅絕真鱷類，生存於白堊紀早期的美國德州。厚唇鱷是原先俗稱的「玫瑰谷物種」（Glen Rose form）的一部分。
厚唇鱷的脊椎屬於前凹型，前方關節為杯狀，後方關節為圓形，只有真鱷類具有這個特徵。其他特徵包含：上頜骨的邊緣厚，也是其名稱來源、頸部的6塊鱗甲癒合成一塊大型鱗甲。

## 敘述
厚唇鱷的模式標本是個右上頜骨，以及至少13個不同個體的化石，包含大部分骨骼，缺少前後腳掌、以及部分頭骨。厚唇鱷的化石發現於德州伊拉斯縣的玫瑰谷組（Glen Rose Formation）最上層，年代屬於阿爾比階早期。化石發現處是個屍骨層，位於石灰岩層（混雜者泥岩），可能當時是個封閉、半海水的淺水區域。模式種是P. trinquei，是由Jack Rogers在2003年命名、敘述；種名是以協助挖掘化石的Lance Trinque為名。
厚唇鱷不是種大型動物。股骨的長度為9.12公分。根據不同估計方法，厚唇鱷的身長為63.5公分到80公分之間。根據脊椎的瘉合狀態，某些化石屬於成年個體。另外，化石發現地點還發現一顆鱷形類的蛋，直徑為4.9公分；根據大小判斷，應該是厚唇鱷產下的，也顯示部分化石的確屬於成年個體。
上頜骨的外緣突出，齒列與外緣有段距離。其中一個上頜骨有橢圓形的穿孔，長寬為5公厘與6.5公厘，應該是大型掠食者留下的。口鼻部短而平坦。頸椎、背椎、部分尾椎屬於前凹型，頸椎的形狀最為明顯。前凹型脊椎的前方表面有凹處，後方表面有凸處，兩者互相接合。厚脣鱷的後方表面有個微凹處，與真鱷類的前凹型脊椎不同。根據脊椎與其他特徵，厚唇鱷不屬於真鱷類，可能是獨自演化出前凹型脊椎。尺骨大幅彎曲。頸部的6塊鱗甲癒合成一塊大型鱗甲。

## 分類
根據親緣分支分類法，科學家發現Atoposauridae科是厚唇鱷的近親。Atoposauridae科是群小型鱷形類，生存於白堊紀早期，部分成員具有前凹型脊椎。

## 玫瑰谷物種
發現於玫瑰谷組的鱷形類化石，原本被非正式地俗稱為「玫瑰谷物種」（Glen Rose Form）。除了厚唇鱷以外，還包含一個存放於國立自然歷史博物館的頭骨、兩個位於德州紀念博物館的部份骨骼、以及一些零散骨頭。在厚唇鱷被命名之後，玫瑰谷物種成為嵌合體。頭骨與骨骼化石缺乏厚上頜骨與前凹型脊椎，屬於另一個未命名物種；而部份零散化石屬於厚唇鱷。因此，原先的玫瑰谷物種化石包含：厚唇鱷、以及另一個未命名鱷形類。